# Georg Schramm
Pour les articles homonymes, voir Schramm.
Georg Schramm (né le 11 mars 1949 à Bad Homburg vor der Höhe) est un humoriste allemand.

## Biographie
Schramm est le seul enfant de la classe ouvrière dans sa classe de gymnasium. Après l'abitur, il est enrôlé comme soldat temporaire dans la Bundeswehr et est le meilleur de son année au cours de combattant solitaire. À l'école des officiers de l'armée, il échoue en raison d'une inaptitude personnelle. Après sa libération de la Bundeswehr en tant que Fähnrich, il est promu Leutnant de réserve.
Il étudie la psychologie à l'université de la Ruhr à Bochum et est diplômé. De 1976 à 1988, il travaille comme psychologue à la clinique Schmieder à Gailingen, puis à Allensbach. Il devient membre du comité d'entreprise et délégué syndical. À cette époque, il vit à Constance, où ses deux filles naissent et où le directeur du théâtre de Constance, Ulrich Khuon, l'encourage à devenir humoriste.
Après ses premières représentations au Noie Para-Theater à Constance en 1983, il fait une tournée dans le pays en 1985 avec peu de succès, il prend un congé sabbatique de deux ans en 1988 à la clinique. Seule une apparition télévisée à la Sender Freies Berlin lui donne de nouveaux engagements dans le nord de l'Allemagne et ouvre la voie à une carrière artistique à plein temps. Il prend sa retraite en 2014 après 29 ans sur scène.

## Humour
Georg Schramm analyse et critique le système économique capitaliste et les idées contemporaines en les confrontant aux idéaux classiques de l'éducation. Il apparaît presque exclusivement sous la forme de personnages de fiction auto-développés devant le public.
Ses principaux personnages sont :
- Lothar Dombrowski, un vieux retraité prussien récalcitrant (du nom d'un ancien présentateur de nouvelles)
- Lieutenant-Colonel Sanftleben, un officier dans les relations publiques marqué par son long service militaire
- Printer August, un social-démocrate de Hesse mentalement dépassé et ancien syndicaliste qui a finalement pris sa retraite dans le dernier spectacle (un personnage dédié en partie au défunt père de Schramm)
- un Rhénan qui respire toujours la gaieté et ricane toujours, qui dans ses apparitions dans Neues aus der Anstalt représente un représentant pharmaceutique et dans les programmes scéniques de Schramm une personne moyenne sans spécification professionnelle.

Son interprétation de Lothar Dombrowski en particulier le fait connaître Schramm à un public plus large.
Au fil de ses différents programmes scéniques, son "spectacle à numéros" politique initialement assez classique, qu'il enrichit théâtralement pour la présentation de ses personnages artificiels, évolue de plus en plus vers une représentation théâtrale composée de part en part, si bien qu'en plus de son humour, sa performance d'acteur le fait remarquer.

## Carrière
Dans les années 1990, Georg Schramm fait plusieurs apparitions dans la série comique télévisée de Dieter Hallervorden Hallervordens Spott-Light.
À l'initiative de Matthias Deutschmann, Schramm prend part en 1998 au projet Soirée colorée pour les révolutionnaires dans le cadre d'une cérémonie marquant le 150e anniversaire de la révolution badoise de 1848, dans lequel il compare les nationalismes allemands.
Schramm apparaît de 2000 à 2006 en tant que membre permanent de l'ensemble dans l'émission de télévision de l'ARD Scheibenwischer, qu'il co-dirige à partir de 2003 après le départ de Dieter Hildebrandt. Le 24 avril 2006, après des divergences conceptuelles et personnelles avec Mathias Richling et Bruno Jonas, il annonce son départ de l'émission. Richling prévoyait de changer le concept du satirique en divertissement comique.
En 2004, Schramm a un petit rôle, le SS-Oberführer Humbert Achamer-Pifrader, dans le film Opération Walkyrie de Jo Baier.
De janvier 2007 à juin 2010 (généralement une fois par mois), il reçoit des collègues et des invités avec Urban Priol dans l'émission satirique Neues aus der Anstalt et analyse les événements politiques actuels du point de vue d'une clinique psychiatrique de jour. Il apparaît principalement en tant que Lothar Dombrowski dans le rôle du porte-parole des patients de la clinique. Le 25 mai 2010, Georg Schramm annonce qu'il quitte l'émission afin de pouvoir se concentrer à nouveau pleinement sur son programme scénique après dix ans de présence intensive à la télévision.
Schramm est entre 2005 et 2013 en tournée avec ses programmes Thomas Bernhard hätte geschossen et Meister Yodas Ende – Über die Zweckentfremdung der Demenz.
Fin avril 2011, Schramm apparaît comme le retraité Dombrowski lors de la remise du 25e prix de l'humour du Bade-Wurtemberg à l'Europa-Park Rust. Devant 300 invités, il traite de manière satirique les événements entourant le gouvernement du Land dirigé par la CDU qui venait d'être rejeté et les activités de la société de loterie du Bade-Wurtemberg. Le public, composé majoritairement de représentants de ces deux principaux sponsors, réagit par des injures parfois sévères. Comme à plusieurs reprises, Schramm fait don de la dotation de 5 000 euros à l'association Medico international pour l'aide aux réfugiés, dont il est membre du conseil d'administration de la fondation.
En juillet 2012, Schramm annonce qu'il terminera sa tournée fin 2013 avec son 25e anniversaire de scène. Georg Schramm, Konstantin Wecker et Dieter Hildebrandt animent un programme satirique sur Internet stoersender.tv de mars à décembre 2013. Suit une petite tournée d'adieu en 2014, qui finalement, soutenue par Jochen Malmsheimer et Urban Priol, se termine le 7 septembre 2014 à la Stadthalle Chemnitz.
Il apparaît à côté d'Urban Priol, Frank-Markus Barwasser et Jochen Malmsheimer, le 17 octobre 2017 dans le 30e épisode de l'émission satirique Die Anstalt. Le 21 novembre 2017, il prononce un discours dans son rôle de Lothar Dombrowski à l'hôtel Pullmann de Berlin à l'occasion de la cérémonie de remise du Prix Otto-Brenner.

## Engagement politique
Qaund Schramm dans le rôle de Lothar Dombrowski lors de sa dernière apparition dans Neues aus der Anstalt le 8 juin 2010, quelques jours après la démission du président fédéral Horst Köhler, il justifie son propre départ pour la prochaine candidature, soit l'élection présidentielle allemande de 2010, soit elle est reprise par des membres du Parti pirate et de Die Linke pour l'élection présidentielle allemande de 2012, Schramm est évoqué comme un candidat possible. Cependant, il refuse.
Avec Urban Priol, il participe aux manifestations du lundi contre la Stuttgart 21 dans le personnage de Lothar Dombrowski. Il est présent devant la Deutsche Bank à Francfort le 12 novembre 2011 dans le cadre d'une manifestation organisée par le groupe d'action Banks in the Barriers. Il est là lors de la manifestation "#aushetzt" le 22 juillet 2018 à Munich lors du rassemblement final sur la Königsplatz. Lors d'une réunion de la commission du travail et des affaires sociales au Parlement européen le 18 février 2019, il apparaît comme Lothar Dombrowski après avoir été invité en tant qu'orateur par l'eurodéputé non inscrit Martin Sonneborn du parti Die PARTEI.